# Percepción intraoperatoria
Percepción intraoperatoria es una situación que puede darse en un mínimo porcentaje de casos, cuando la anestesia suministrada al paciente para una operación resulta insuficiente para mantenerlo inconsciente durante toda la operación. El paciente que sufre de este fenómeno puede llegar a sentir plenamente el dolor o la presión de la cirugía, escuchar las conversaciones o tener la sensación de no poder respirar. El paciente es incapaz de comunicar cualquier peligro, ya que el efecto paralizante de la anestesia sigue vigente. 